# Wangay Dorji
Wangay ou Wangyel Dorji (Thimpu, 9 de janeiro de 1974) é um ex-futebolista butanês.

## Carreira
A carreira de Dorji como atleta foi praticamente toda construída no Butão, um país sem tradição no futebol. Se destacou com as camisas de Samtse, Ranjung United, Druk Pol (onde ele parou de jogar) e Transport United. Também se tornou o primeiro butanês a jogar no exterior, atuando pelo Mohammedan, equipe da Índia. Dorji pouco fez no período em que esteve no vizinho mais rico de sua pátria.

## Seleção
Dorji também atuou pela Seleção do Butão, cuja data de estreia é desconhecida. Mas ele foi o centro das atenções por causa de um filme.

## Fama no cinema

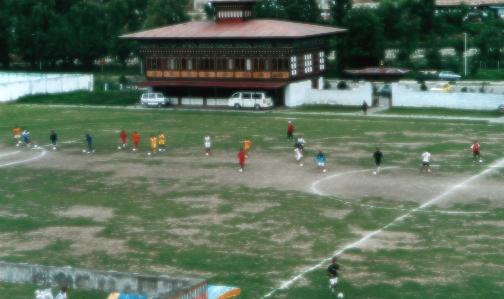
O estádio Changlimithang, palco da "outra final", onde Dorji virou manchete mundial.

No dia 30 de junho de 2002, exatamente a data da final da Copa do Mundo entre Brasil e Alemanha, o Butão enfrentaria a também inexpressiva Seleção de Montserrat. Na época, as duas seleções dividiam o último lugar do ranking da FIFA, e o jogo foi apelidado de "a Outra Final".
No jogo, o Butão venceu Montserrat por 4 a 0, e Dorji marcou três gols, tornando-se uma "celebridade instantânea" no futebol. A trajetória na equipe durou até 2008.